# میجر
میجر فیلمی ایرانی به کارگردانی احسان عبدی‌پور است که اولین بار در سی و هشتمین جشنواره جهانی فیلم فجر به نمایش درآمد. حمید فرخ‌نژاد برای بازی در این فیلم، جایزه بهترین بازیگر بخش آسیا را در مراسم جایزه «سپتیمیوس» آمستردام دریافت کرد.

## داستان
ورود یک سگ ردیاب آلمانی به اسکله گمرک، که به‌هیچ‌وجه قابل مذاکره و معامله نیست، نظم شهر را به هم ریخته است.

## بازیگران
- حمید فرخ‌نژاد
- اکبر اودود
- ایرج صغیری
- آرش ملکی
- فروغ قجابگلی
- رامتین بالف
- حمید باغکی
- عباس باک
- غلامرضا فرج‌زاده
- اصغر جوادی
- حسین قفلی
- عباس جوادی
- داریوش غریب‌زاده

## جوایز
- برنده جایزه بهترین بازیگر آسیایی از جشنواره سپتیمیوس هلند در سال ۲۰۲۲ [۴]